# Guilhermina de Dörnberg
Guilhermina Carolina Cristiana Henriqueta de Dörnberg (em alemão: Wilhelmine Caroline Christine Henriette von Dörnberg; Ansbach, 6 de março de 1803 – Nuremberga, 14 de maio de 1837) foi uma princesa de Thurn e Taxis.

## Biografia
Guilhermina, apelidada de "Mimi", era filha de Ernesto, Barão de Dörnberg e de sua esposa Guilhermina Henriqueta Maximiliana de Glauburg. Ela pertencia de uma família nobre protestante do Reino da Prússia.

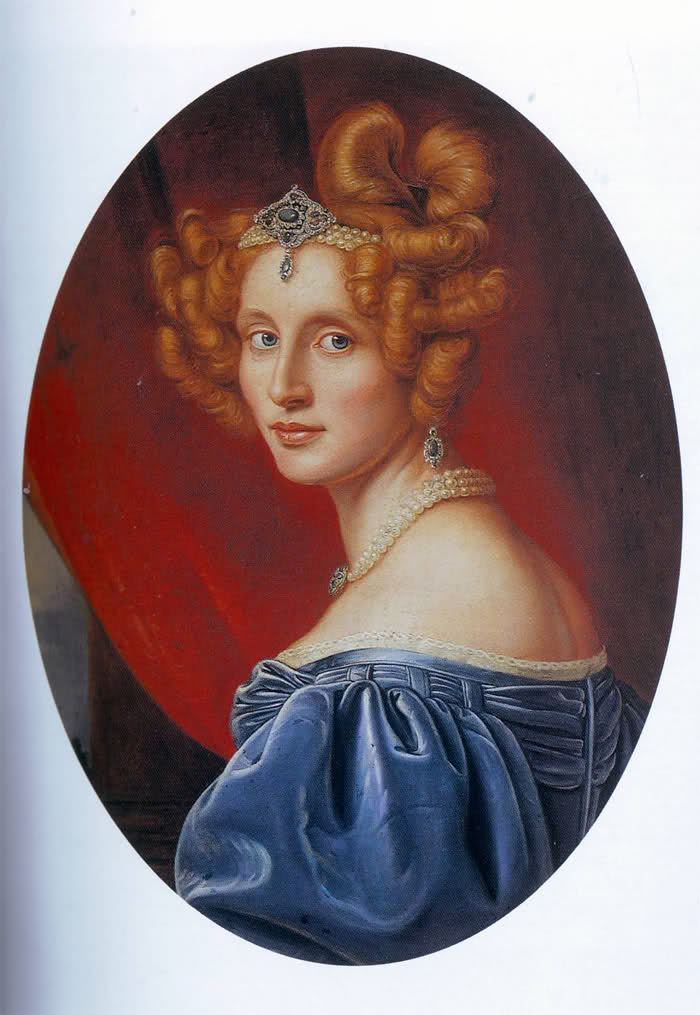
Guilhermina de Dörnberg c. 1830

## Casamento e descendência
Guilhermina casou-se com Maximiliano Carlos, 6.º Príncipe de Thurn e Taxis, quarto filho de Carlos Alexandre, 5.º Príncipe de Thurn e Taxis e de sua esposa Teresa de Mecklemburgo-Strelitz, a 24 de agosto de 1828 em Ratisbona.
Guilhermina e Maximiliano Carlos tiveram cinco filhos:
- Carlos Guilherme (1829)
- Teresa Matilde (1830–1883)
- Maximiliano António Lamoral (1831–1867)
- Egon (1832–1892)
- Teodoro Jorge (1834–1876)

Em 1834, Guilhermina adoeceu e acabou falecendo em 14 de maio de 1837, aos 34 anos de idade. Foi sepultada na Abadia de São Emerano, Ratisbona.